# Problémy tisíciletí
Problémy tisíciletí (anglicky Millenium Prize Problems) je označení pro sedm matematických problémů, které v roce 2000 vyhlásil Clayův matematický institut jako nejdůležitější otevřené problémy soudobé matematiky. Jsou tak jakousi obdobou Hilbertových problémů ze začátku dvacátého století. Na vyřešení každého z nich vypsal institut odměnu jednoho milionu dolarů. Do této chvíle byla vyřešena pouze Poincarého domněnka.

## Znění úloh
Znění úloh je následující.

### Problém P versus NP
P versus NP je jediný ze sedmi problémů tisíciletí, který se týká počítačů. Otázka zní, zda je třída složitosti NP rovna třídě složitosti P. Jinými slovy, zda problémy, pro něž lze jejich řešení ověřit v polynomiálním čase, lze též v polynomiálním čase vyřešit. Všeobecně se soudí, že nikoliv, tedy že existují „těžké“ problémy, jejichž řešení nelze nalézt v polynomiálním čase.

### Hodgeova domněnka
Hodgeova domněnka se týká topologie a tvrdí, že pro projektivní algebraické variety jsou Hodgeovy cykly racionální lineární kombinací algebraických cyklů.

### Poincarého domněnka
Poincarého domněnka se rovněž týká topologie a jako jediná z problémů tisíciletí byla již vyřešena. Důkaz podal roku 2003 Grigorij Perelman; jeho správnost byla potvrzena v srpnu 2006.
Domněnka tvrdí, že každý jednoduše souvislý trojrozměrný povrch je ekvivalentní povrchu čtyřrozměrné koule.

### Riemannova hypotéza
Riemannova hypotéza je jediným problémem z Hilbertova seznamu z roku 1900, který se dostal i do tohoto seznamu. Formuloval ji již v roce 1859 Bernhard Riemann. Hypotéza spojuje elegantním způsobem matematickou analýzu a teorii čísel a má hluboký význam pro rozložení prvočísel. Tvrdí, že všechny netriviální nulové body Riemannovy funkce zeta mají reálnou část rovnu 1/2.

### Yangova–Millsova teorie a hypotéza hmotnostních rozdílů
Yangovy–Millsovy rovnice popisující chování elementárních částic jsou zobecněnou verzí Maxwellových rovnic. Nejsou však formulovány jako rigorózní matematická teorie, což je právě požadavek tohoto problému tisíciletí. Důležitou součástí této teorie je tzv. hypotéza hmotnostních rozdílů, která se týká předpokládaných řešení Yangových–Millsových rovnic a vysvětlila by mimo jiné, proč mají elektrony hmotnost.

### Navierovy–Stokesovy rovnice
Navierovy–Stokesovy rovnice jsou parciální diferenciální rovnice, které popisují proudění kapalin a plynů. Byly formulovány již v 19. století, dosud však není jasné, zda pro dané počáteční podmínky existuje jejich řešení. Úspěšné vyřešení tohoto problému by například přispělo k porozumění turbulencím.

### Birchova a Swinnerton-Dyerova domněnka
Tato domněnka tvrdí, že pro jistý typ rovnic existuje relativně jednoduchý způsob, jak určit, zda má daná rovnice konečný, nebo nekonečný počet řešení v racionálních číslech. Pro obecné diofantické rovnice bylo důkazem Matijasevičovy věty prokázáno, že nelze dokonce ani určit, zda rovnice má vůbec nějaké řešení.